# 乌西拉姆帕蒂
乌西拉姆帕蒂（Usilampatti），是印度泰米尔纳德邦馬杜賴縣的一个城镇。总人口29599（2001年）。

## 人口
该地2001年总人口29599人，其中男性14863人，女性14736人；0—6岁人口3260人，其中男1720人，女1540人；识字率80.96%，其中男性为86.27%，女性为75.61%。